# Ledischiff

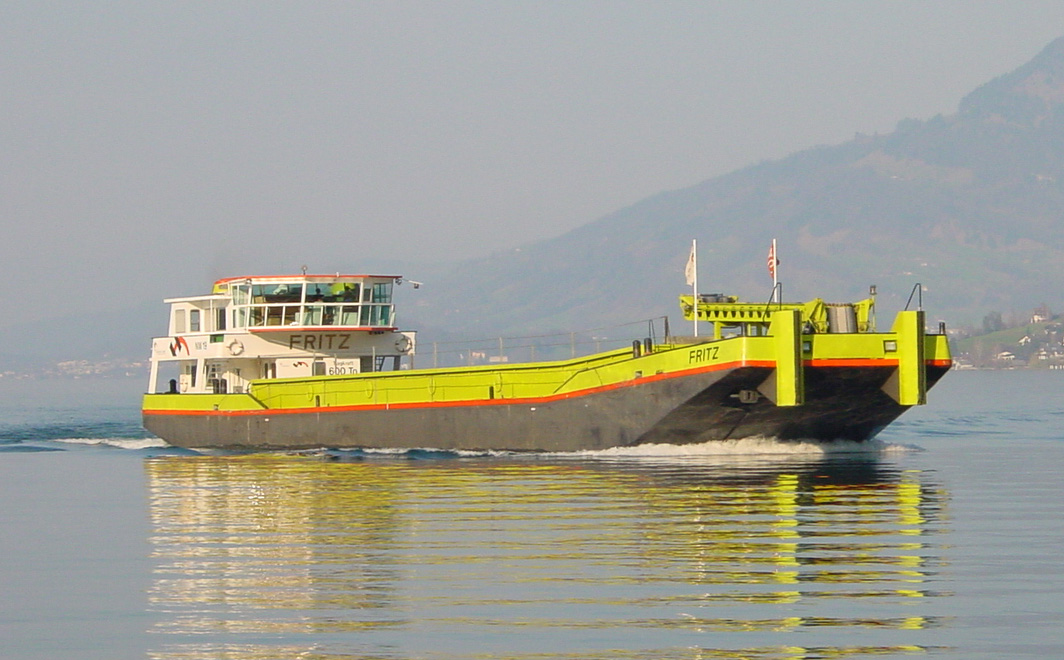
Nauen «Fritz» auf dem Vierwaldstättersee

Ein Ledischiff ist ein Frachtschiff für Massenfracht (oft Kiestransport) auf Schweizer Seen in der Ostschweiz. Auf dem Vierwaldstättersee in der Zentralschweiz heissen die Schiffe Nauen. Auf zwölf Schweizer Seen sind um die 200 solcher Lastschiffe unterwegs. Einige ehemalige Lastschiffe werden auch mit einem Aufbau ähnlich einem Partyzelt für Anlässe vermietet.

## Namensherkunft

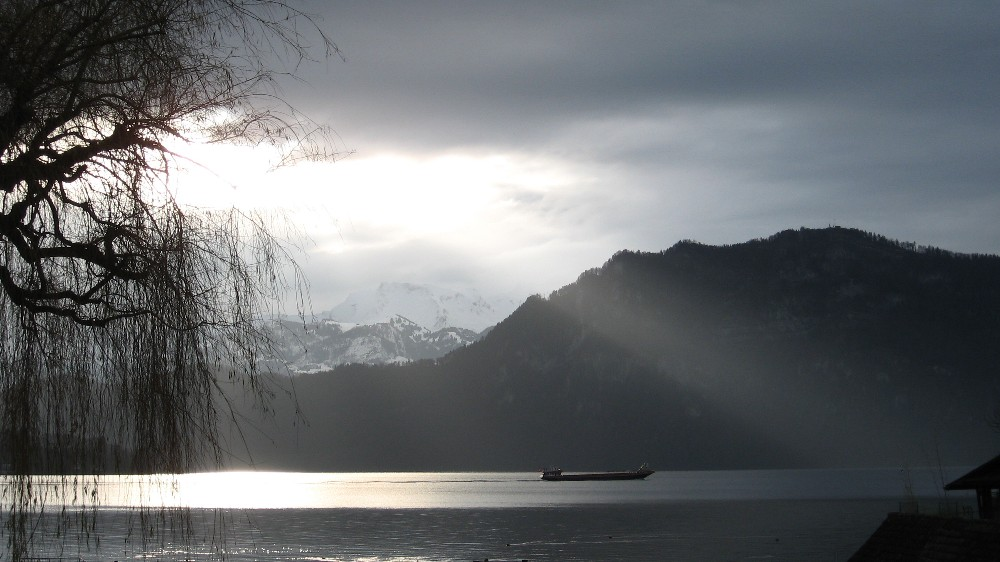
Nauen auf dem Vierwaldstättersee (offensichtlich eine Leerfahrt)

Das Lastschiff für Gütertransport ohne Kiel heisst Ledi aufgrund der Beladung. Die Ledi dürfte der altmundartliche Begriff für die Ladung gewesen sein; bereits im Mittelhochdeutschen gab es das Wort lede mit der Bedeutung «Ladung, Lastschiff». Ein früheres Mass für «e Ladig» (Dialekt) war eben «e Ledi». Dabei ging es nicht um eine konkrete Menge, sondern um das Transportmedium; eine «Ledi» für Mann und Pferd war nicht dasselbe wie eine «Ledi» für einen Wagen oder ein Schiff.
Ein Ratsprotokoll in Schaffhausen um 1530 erwähnt, die Hofknechte sollen «ufsehen uf die Ledinen haben, damit die nicht überladen werden». Sehr ähnlich ist die Bezeichnung Lädine für die auf dem Bodensee 500 Jahre lang eingesetzten Frachtsegler.
Im Urnerland ist der Name «Chiesnaue» (Dialekt; Chies = Kies) bekannt, mit der Wortherkunft «Nauen», «Nauwe» (aus lateinisch navis «Schiff»).

## Bedeutung
Historisch besass der Transport von Gütern auf den Schweizer Seen eine herausragende Bedeutung, da der gesamte alpenquerende Warenverkehr die Seen benutzte; der Zugang zum Gotthard war am Urnersee gar nicht anders möglich, aber auch von Zürich aus wurden alle Güter bis zum Bau von befestigten Strassen auf dem See befördert und auf dem Weg in die Alpen am Walensee erneut umgeladen. Diese geruderten Boote hatten teilweise Segelunterstützung. Erst mit dem Bau der Eisenbahnen wurde der Transitverkehr ohne Umlade abgewickelt.

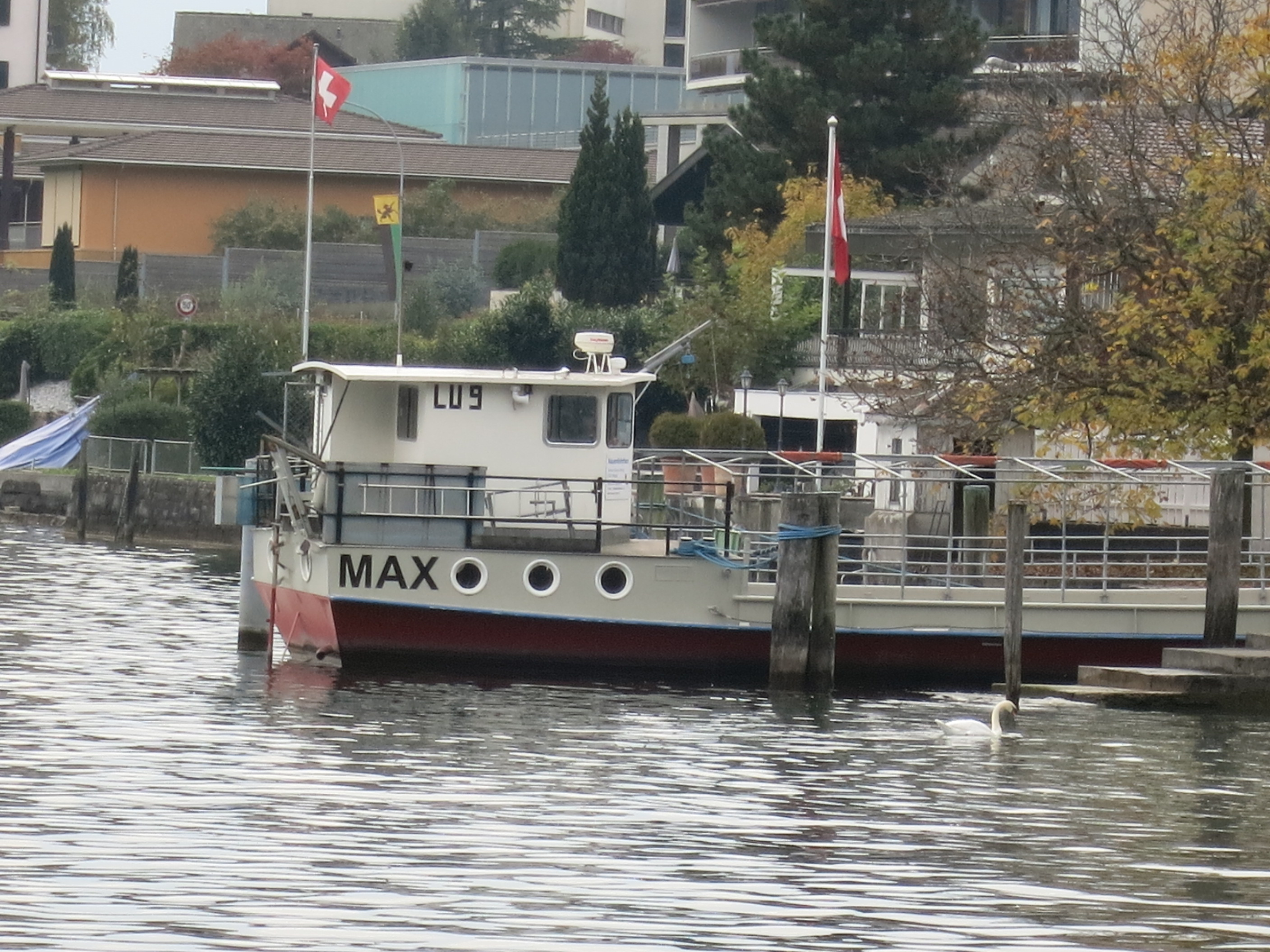
Nauen „Max“, Weggis

Noch 1914 war es am einfachsten, mit dem Schiff von Weggis nach Luzern zu Markte zu fahren. Sogenannte Schleppnauen wurden bis in die 1950er-Jahre eingesetzt, um Grossvieh und andere Fracht zu transportieren, wobei die Dampfschiffe auf dem Vierwaldstättersee bis zu drei solcher Nauen im Schlepptau hatten. Besonders erwähnenswert ist zudem der Verlad von Normalspur-Eisenbahnwagen auf die Nauen in Luzern ab 1860: damit konnten die Wagen der Centralbahn direkt ohne Umlad zu einer Firma in Seenähe transportiert werden, womit aus diesen Nauen eigentliche Trajektschiffe wurden.
Die hauptsächlich verbleibende Last-Aufgabe für Schiffe auf den Seen besteht aus der Verschiebung von Massenfracht und einigen wenigen Spezialaufgaben wie Seesäuberungen je nach Aufbaumöglichkeiten auf dem Schiff. (Teilweise werden für solche Arbeiten auch Pontons eingesetzt.) Ledischiffe für Kies sind auf mehreren Seen anzutreffen:

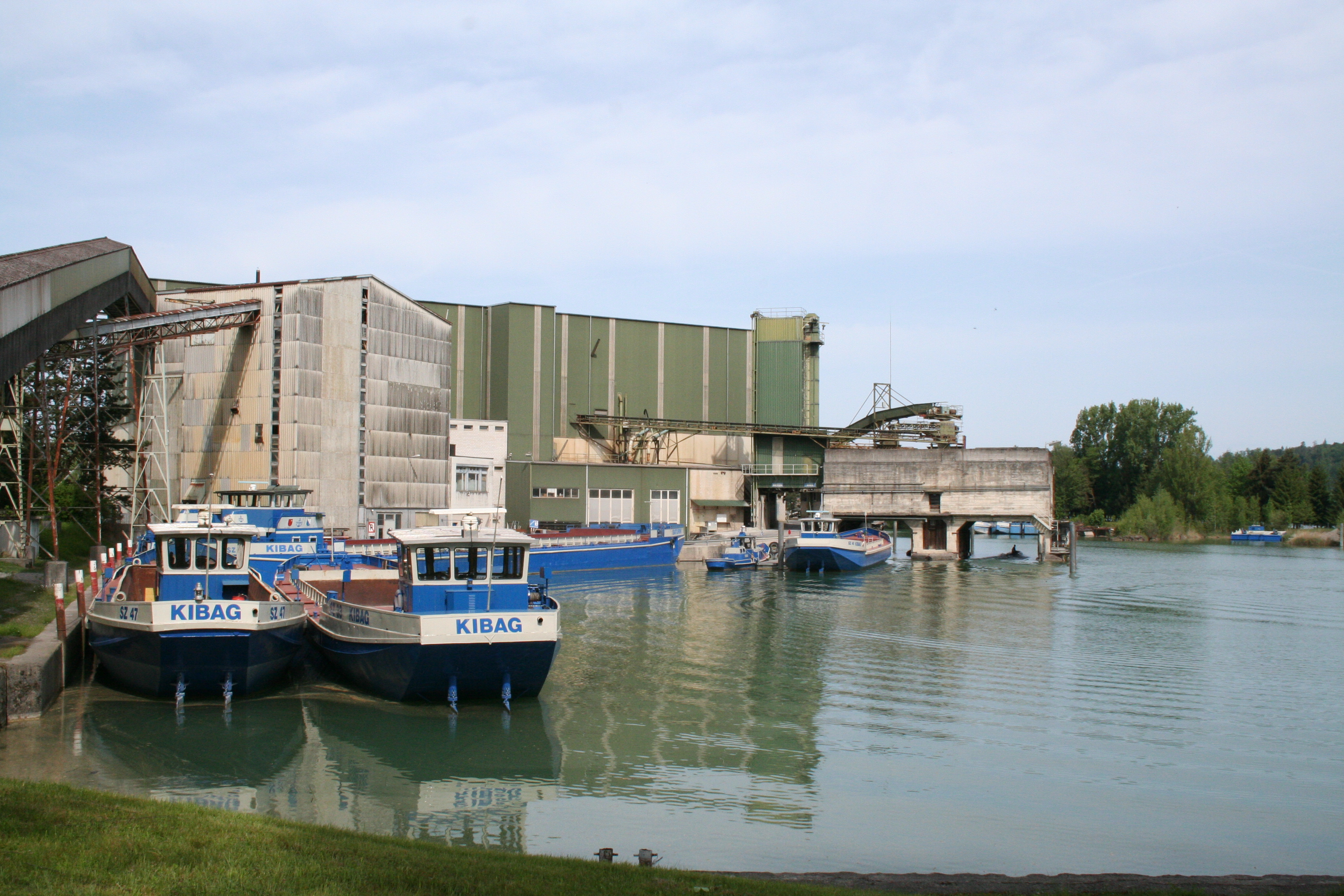
Ledischiffe auf dem Obersee

- Auf dem Walensee transportierten sie bis 2011 Bahnschotter, welchen sie beim Steinbruch östlich von Betlis (Gemeinde Amden) abholten, auf die gegenüberliegende Seeseite zum Bahnhof von Mühlehorn.
- Jährlich werden auf dem Zürichsee noch 300'000 Tonnen Kies, Sand und Steine transportiert.[6] Die Kibag verfügt am Zürichsee über mehrere Quais für ihre Betonwerke, unter anderem in der Stadt Zürich bei Wollishofen, wo sich auch ihr Stammsitz befindet.
- Vor dem Reussdelta im Urnersee schwimmt ein riesiger Schwimmbagger, welcher imstande ist, den Kies nach Körnung sortiert auf die Schiffe zu laden. Die Beladung eines Schiffes mit 500 Tonnen Kies dauert bis zu sechs Stunden.

Für die kleineren Nauen verbleiben Spezialaufgaben, mindestens der «Stauffacher», ein Nauen auf dem Vierwaldstättersee, wird aber sowohl als Arbeitsschiff als auch als Ausflugsboot für Vereine eingesetzt.

## Unfälle
Bei einem Westwindsturm versank der Nauen Schwalmis im Jahr 1929 zwischen Beckenried und Gersau im Vierwaldstättersee. 1938 konnte der Nauen aus einer Tiefe von 212 Metern gehoben werden.
Das vollbeladene Kies-Transfer-Schiff Brisi auf dem Walensee sank im April 2006 innert Sekunden. Nach zwei Monaten glückte die Bergung des Schiffes aus etwa 130 Metern Tiefe. Nicht unwichtig war, dass die ganze Ladung beim Versinken des Schiffes auf den Seeboden gekippt wurde. Die Kiesladung eines solchen grösseren Ledischiffes beträgt mindestens 300 Tonnen. Ursache waren die offenen Revisionsluken, durch welche Wasser eines Lecks ungehindert in alle weiteren Schotts eindringen konnte.

## Wracks
In den Schweizer Seen liegen mehrere gesunkene Ledischiffe. Einige davon sind für Taucher leicht erreichbar. Beliebte Tauchplätze sind zum Beispiel die sogenannten «Lediwracks», zwei Ledischiffe, die zwischen Mols und Walenstadt auf etwa 30 Meter Tiefe im Walensee liegen. Der Nauen «Bruno» in der Nähe von Brunnen wurde speziell für Taucher im Vierwaldstättersee versenkt.

## Historische Ledischiffe auf dem Zürichsee

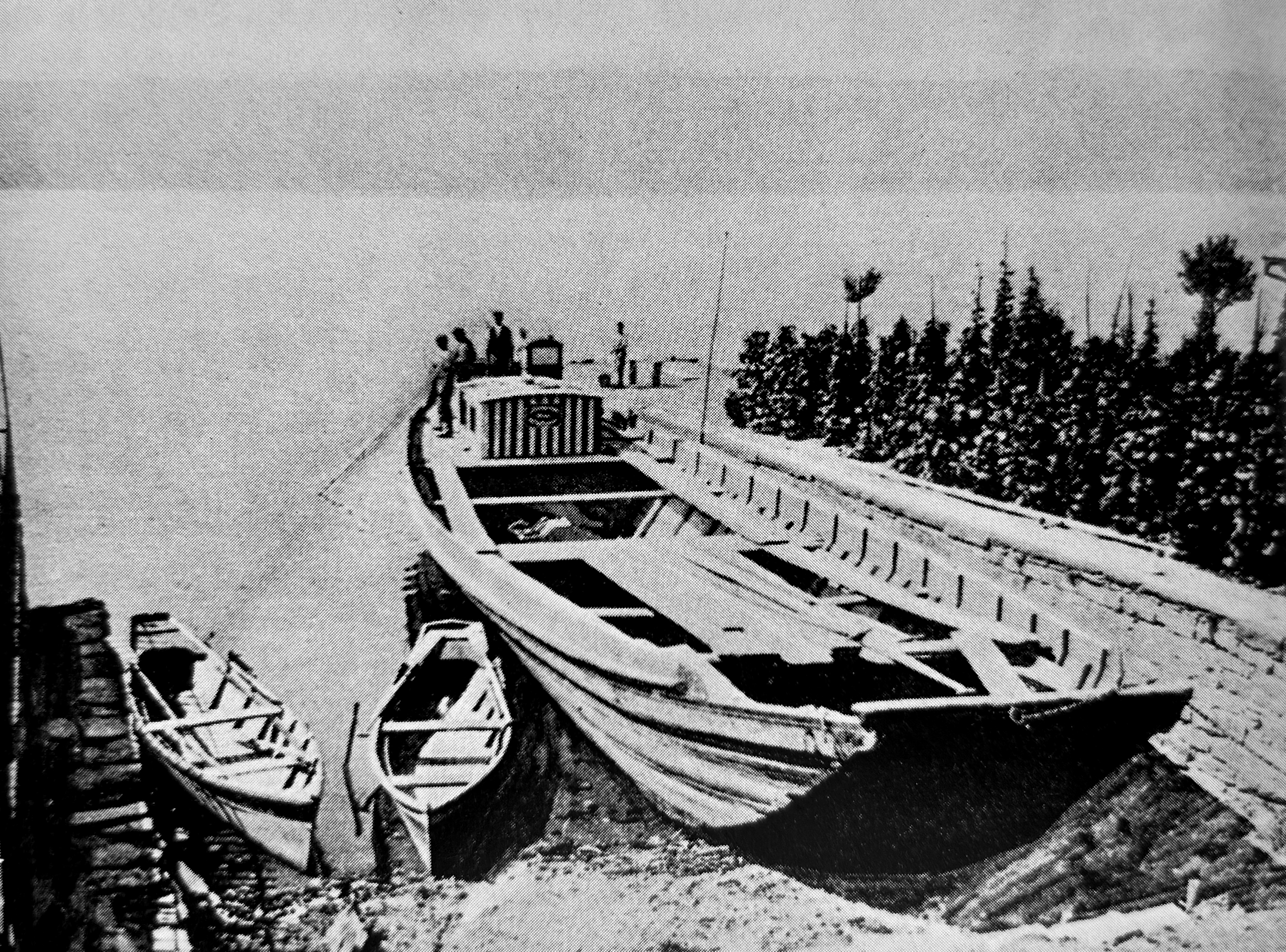
Motorschiff um 1902
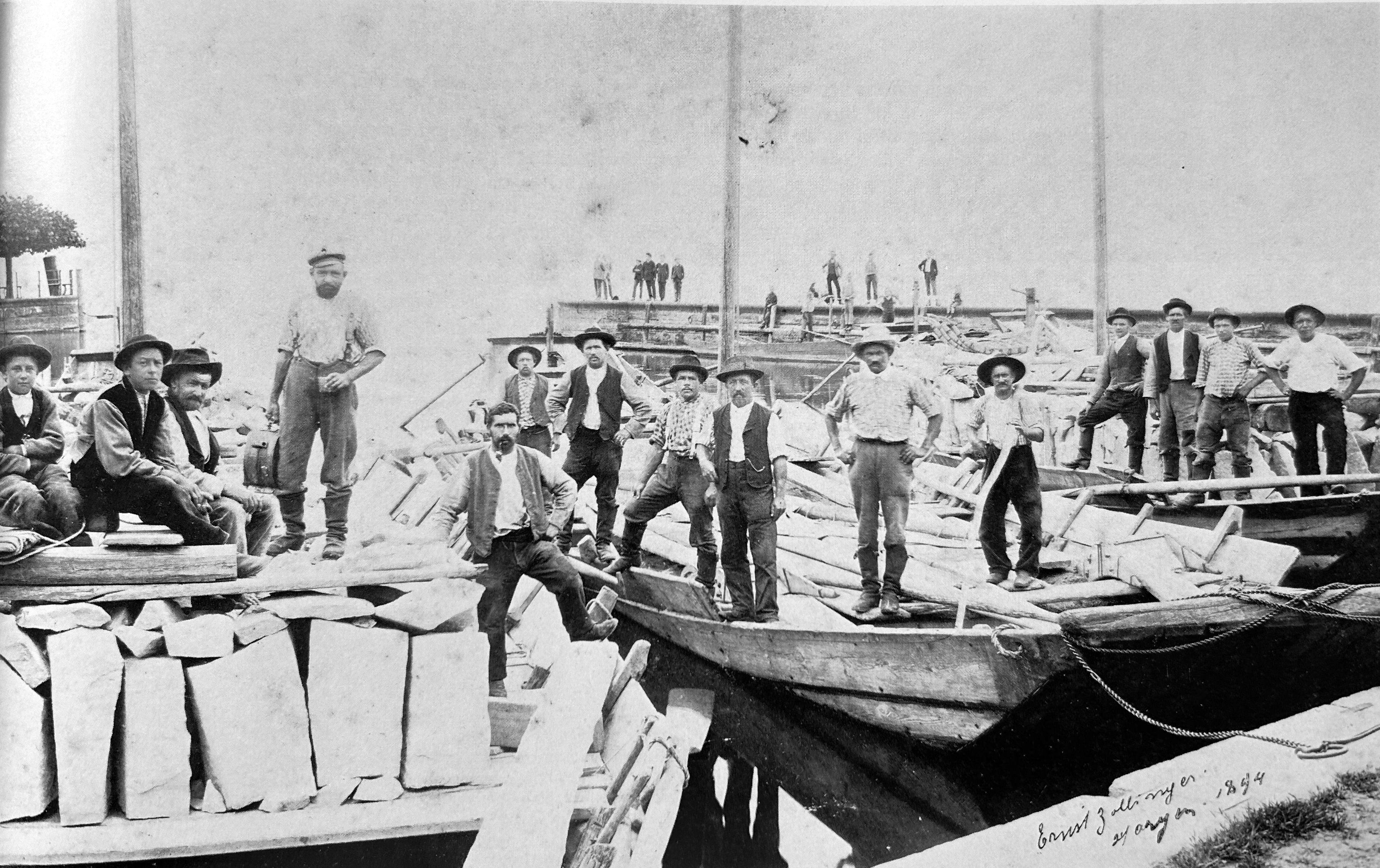
Mit Steinen beladene Schmeriker Segelschiffe in Stäfa Anfang der 1890er Jahre
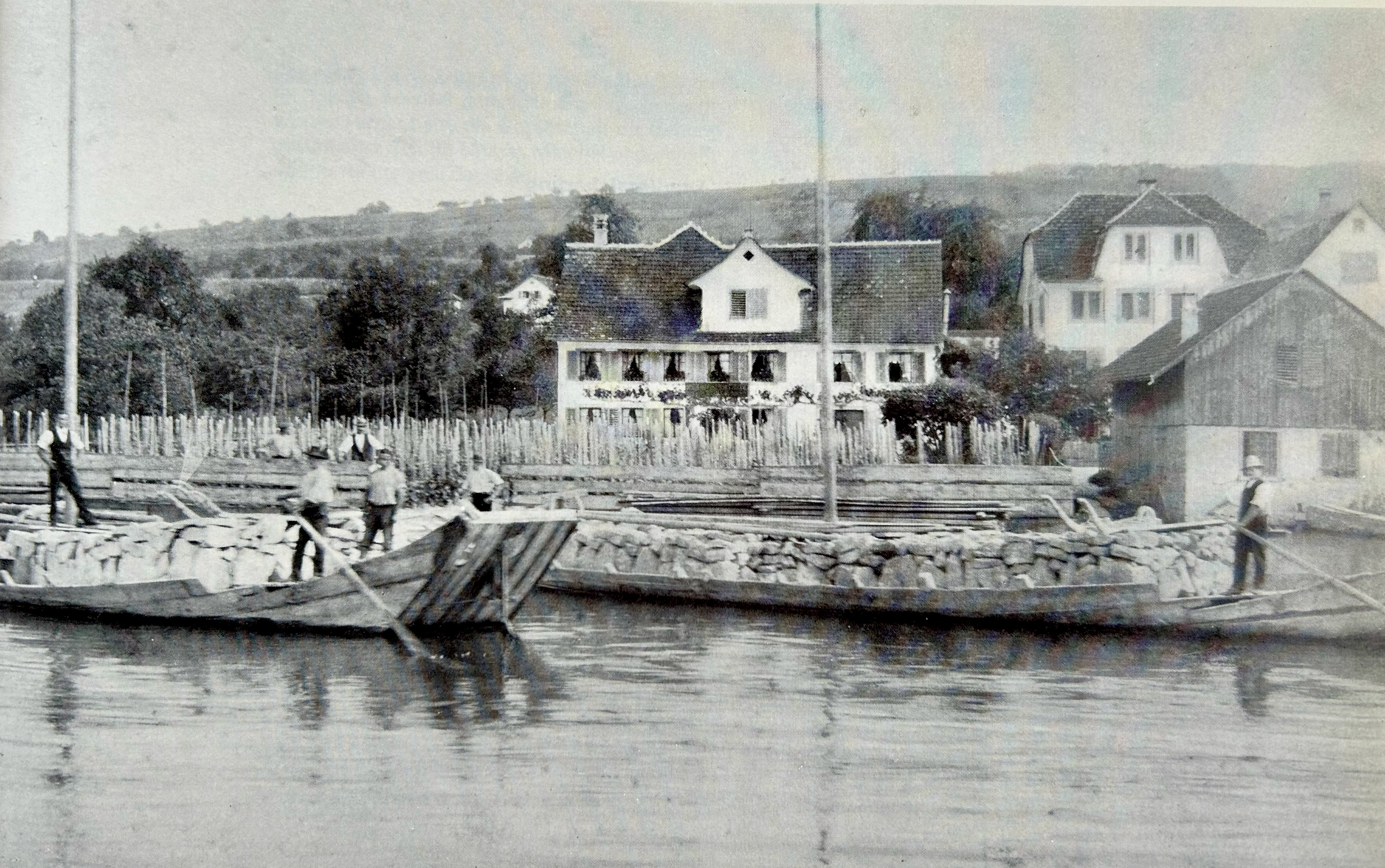
Steinschiffe in Obermeilen, um 1900
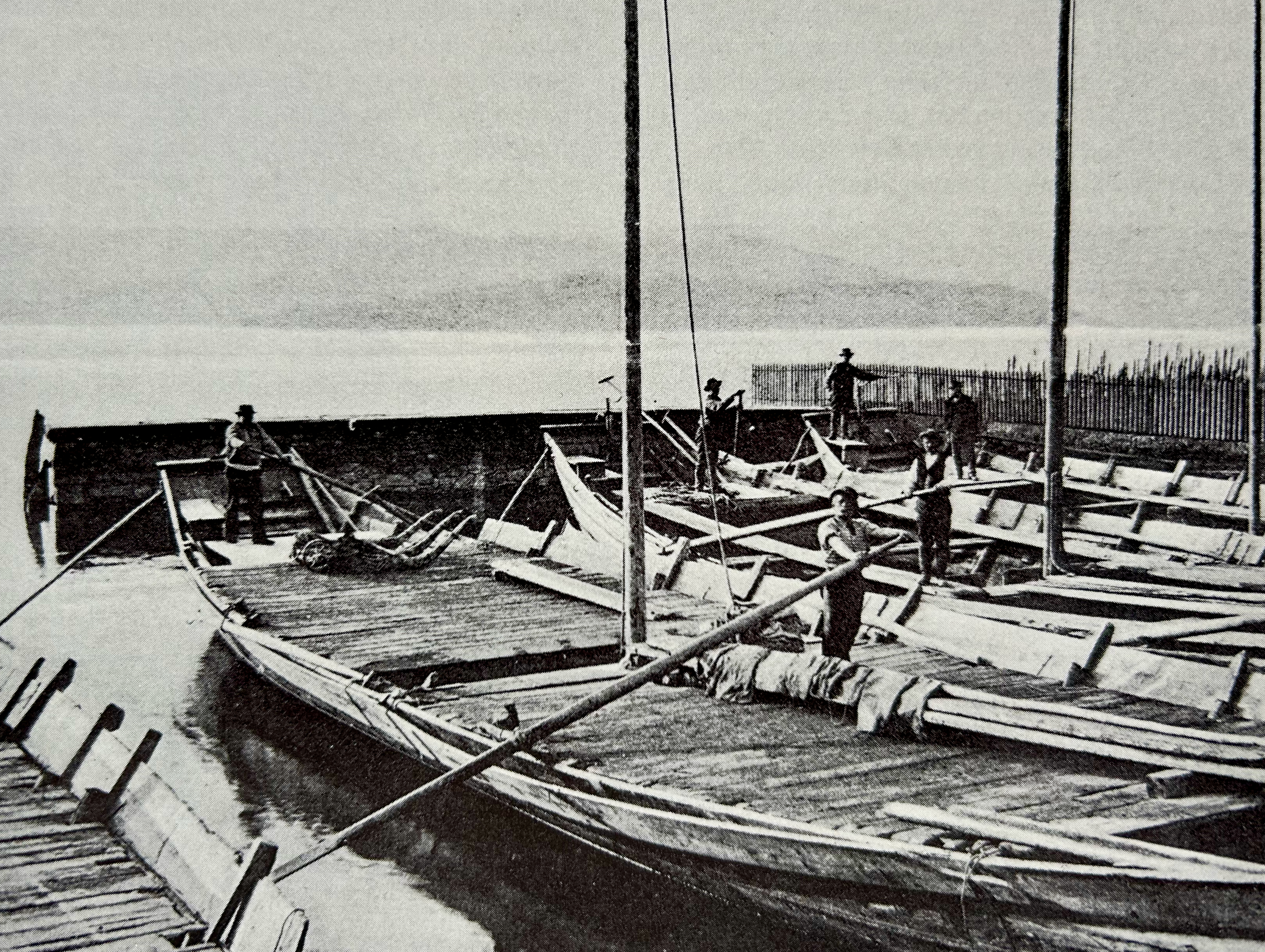
Handschiffe in Obermeilen, um 1900
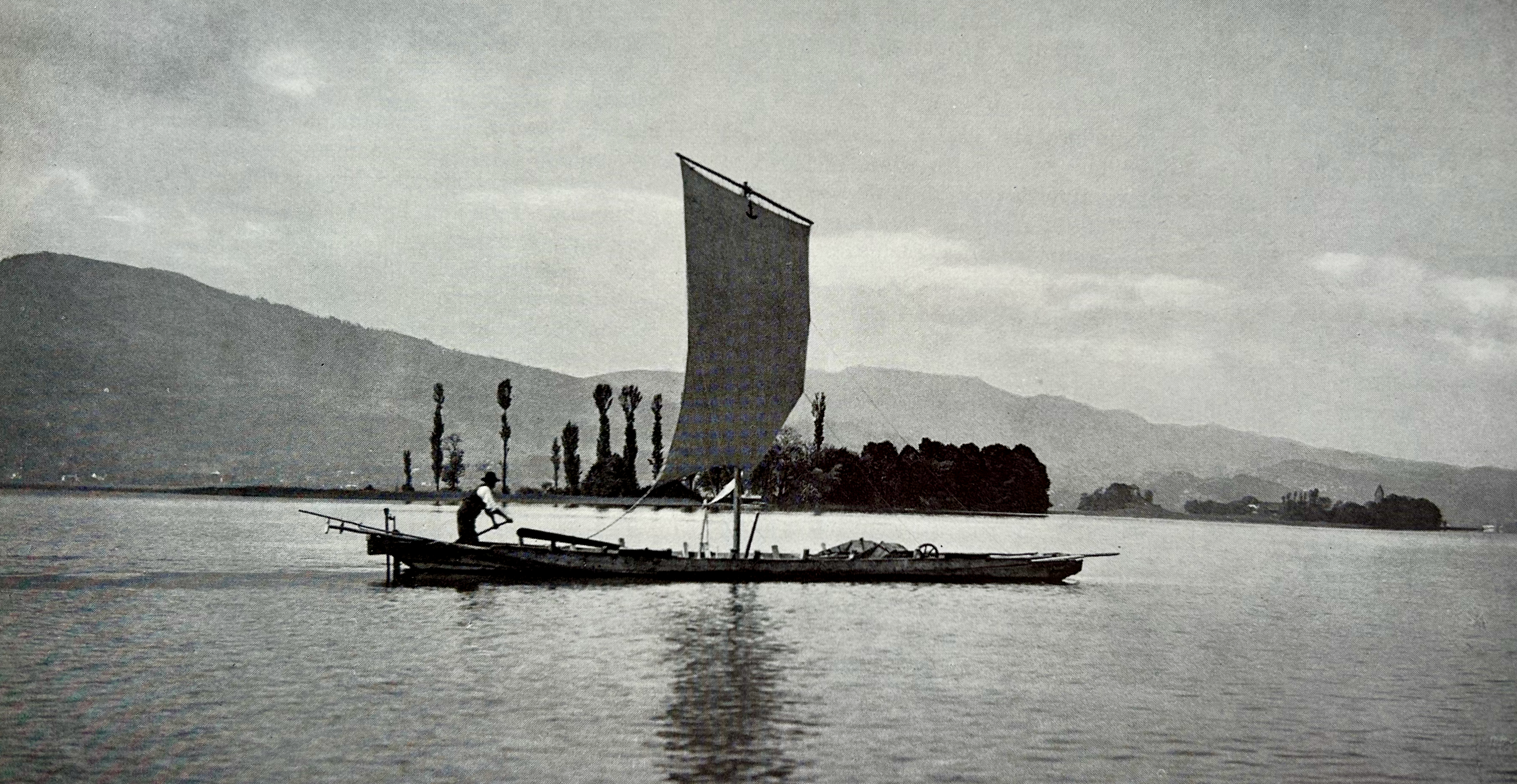
Karl Hottinger auf seinem Handschiff vor der Lützelau, um 1900